# フクロギツネ属
フクロギツネ属（-ぞく、Trichosurus）は、哺乳類双前歯目クスクス科の属のひとつ。模式種はフクロギツネ

## 分布
オーストラリアの市街地から森林まで広く分布する。大陸中央部の乾燥地帯にはほとんど生息しない。
また、フクロギツネがニュージーランドに移入されている。

## 生態
単独で行動するが明確な縄張りはないため、市街地など餌が限られる地域では、同じ樹上に数頭いることもある。樹上性で、夜行性である。雑食で植物の葉、果物、花、木の皮、キノコ、地衣類などを中心に、時にはガやバッタなどの昆虫や鳥の卵、雛、ネズミなども食べる。人によくなれている種もあり、人の手から餌をとることもある。寿命は6-17年。
特に目立った繁殖期はなく、北に生息する個体は周年繁殖し、南に生息する個体は春から秋までと長い。
通常は樹洞を巣として利用するが、時として人家の屋根裏に住み着くこともあり、鳴き声や、糞尿などで被害を受けることがある。昼間は樹洞で休み、またそのため捕獲しやすいため、昔はアボリジニの食糧となっていた。

## 分類
フクロギツネ属　Trichosurus
- Trichosurus arnhemensis　キタフクロギツネ　Northern Brushtail Possum
- Trichosurus caninus　コミミフクロギツネ　Short-eared Possum
- Trichosurus cunninghami　　Mountain Brushtail Possum
- Trichosurus johnstonii　　Coppery Brushtail Possum
- Trichosurus vulpecula　フクロギツネ　Common Brushtail Possum

フクロギツネとキタフクロギツネ、コミミフクロギツネとMountain Brushtail Possumは同一種とすることもある。